# Бюллетень кинопрокатчика
«Бюллетень кинопрокатчика» — информационный продукт агентства «Метрополитен Э. Р. А.» (англ. Metropolitan E.R.A.), включающий в себя еженедельную электронную рассылку и ежемесячное печатное издание, содержащие сведения о российской и мировой статистике кино, анализе экономических показателей развития кинематографа РФ, оценку его динамики в мнениях экспертов. Выходит с ноября 2003 года. Ориентирован на руководителей кинотеатров, дистрибьюторов, продюсеров, всех, кто занимается кинематографом профессионально.
На информацию, предоставляемую «Бюллетенем кинопрокатчика» регулярно ссылаются крупные печатные издания и электронные СМИ: Газета.ру, РИА Новости,
радиостанция Эхо Москвы и др.
Проект Metropolitan Entertainment Research Agency начал действовать в России в 2001 году. В качестве главной миссии было заявлено создание коммуникационной среды для представителей бизнеса в сфере производства и проката кинопродукции, обеспечения их необходимой информацией для управленческих решений и планирования репертуара.

Обложка журнала «Action!»

Другой частью проекта является ежемесячное издание «Action!» — «журнал о кино для тех, кто его делает». Издаётся с 2004 года. Задача издания — предоставление информации о проектах киноиндустрии РФ на разных стадиях производства: подготовительный период, съёмки, постпродакшн; публикация сведений о продвижении фильмов до момента продажи прав на прокат; интервью с участниками рынка российской киноиндустрии; данные о новых кинотехнологиях; размещение актуальной новостной информации Федерального агентства по культуре и кинематографии, Союза кинопромышленников, Гильдии продюсеров России, АНКО и НАК.